# کریس پاول (بازیکن فوتبال)
کریس پاول (انگلیسی: Chris Powell؛ زادهٔ ۸ سپتامبر ۱۹۶۹) بازیکن فوتبال اهل بریتانیا است.
از باشگاه‌هایی که در آن بازی کرده‌است می‌توان به باشگاه فوتبال چارلتون اتلتیک، باشگاه فوتبال وستهام یونایتد، باشگاه فوتبال ساوتند یونایتد، باشگاه فوتبال واتفورد، باشگاه فوتبال لستر سیتی، باشگاه فوتبال دربی کانتی، و باشگاه فوتبال کریستال پالاس اشاره کرد.
وی همچنین در تیم ملی فوتبال انگلستان بازی کرده‌است.